# Никола Чутурило
Никола Чутурило, познат и као Чутура (Банатски Карловац, 9. јул 1962) српски је рок музичар.

## Биографија
Никола Чутурило-Чутура рођен је 9. јула 1962. год. у Банатском Карловцу. Још у раној младости изградио је реноме "рент-а гитаристе" који ће га довести у врх југословенских рок музичара.
Прва група у којој је свирао давне 1976. год. звала се "Кредит" а чинили су је чланови касније популарне групе "Лаки пингвини". Никола касније прелази у групу "Бицикл", са којом је 1983. године снимио албум Перјани мост, објављен тек 40 година касније.
Недуго затим постаје члан групе Силуете, једног од првих београдских рок састава чији је фронтмен био Зоран Мишчевић. Након Силуета следи група "Замба" са којом је снимио Л. П. "Ударац ниско" 1983. год. Његова репутација довела га је након тога у групу Електрични оргазам са којом је свирао турнеју 1984. год. Пут успона тог лета '84. год био је пресудан за Николу јер је крунисан доласком у Рибљу чорбу која ће бити одскочна даска за његову будућу соло каријеру. У бенду заузима место на коме је до тада био Момчило Бајагић-Бајага. Из рада са Рибљом чорбом настале су композиције Сутра ме пробуди, Пропала ноћ, Да, то сам ја, Црвена су дугмад притиснута и многе друге.
По објављивању првог соло албума "9 лаких комада" 1988. године напушта "Рибљу Чорбу и формира свој "Лаки бенд". Са првог албума се издвајају нумере "Срећан сам", "Ко сам ја", "Скопље", "Разлог за сан" и "Кад је Лојпур свирао". Никола је аутор комплетног материјала, а на снимању су му помогли бас-гитаристи Бодан Арсовски (Леб и сол) и Жика Јелић (YU група), гитариста Влада Неговановић (Тунел), бубњари Драгољуб Ђуричић (Леб и сол) и Иван Ранковић (ЕКВ) и клавијатуриста Саша Локнер (Бајага и Инструктори). Интересантан и занимљив податак је да на албуму као специјални гост учествује Миле Лојпур, легенда београдске рокенрол сцене са почетка шездесетих година.
Следи формирање бенда чији састав чине: Звонимир Ђукић-Ђуле (гитара), Драгољуб Ђуричић (бубњеви) и Дејан Грујић (бас). Са овом групом 1989. снима други албум под називом "Раскршће" који је продуцирао Саша Хабић. На снимању су учествовали и Лазар Ристовски (клавијатуре) и Дејан Цукић који је певао пратеће вокале. Са албума се издвајају композиције "Воли ме", "Нама је најбоље", "Патетична песма" и "Да кажем ти".
Са трећим албумом "Реком љубави" који је снимљен 1991. год. формира нови састав под именом "Облаци" чији су чланови били: Дејан Грујић (бас), Дарко Грујић (клавијатуре), Саша Ранђеловић-Ранђа (гитара), садашњи гитариста Неверних беба. И овај материјал продуцирао је Саша Хабић. Са албума се издвајају песме: "Глорија", "Пустићу радио", "Био сам јако млад", "Река љубави", "Срећан пут". У тренутку кад креће на турнеју почиње рат на бившим просторима Југославије...
Крајем 1991. год. Никола се обрео у Лондону где је 1997. године снимио и четврти албум И. Д. у продукцији Владе Неговановића. На албуму су такође свирали Дејвид Данкан (бас) и Нил Финдлоy (бубањ). Песме које се издвајају су "Врати се", "Стојим на улици" и "Ја сам опет у граду".
Коначно по повратку у Београд 2006. године, после 15 година Никола снима и пети албум "Немир" инспирисан британском рок сценом који је продуцирао Никола Врањковић. Албум је снимљен уживо а свирали су поред Николе (гитара), Дејан Грујић (бас) и Благоје Недељковић (бубњеви). Албум носе композиције "Немир путује" и "Не буди ме".
2024. године, са Зораном Предином, фронтменом састава Лачни франц, ствара пројекат Аналогна раса, а под истоименим називом је објављен албум у издању Croatia Records и Lampshade Media. У новембру, започета је акустична турнеја групе коју чине Чутурилови стални сарадници, бас-гитариста Дејан Грујић, клавијатуриста Дарко Грујић, бубњар Благоје Недељковић и гитариста Горан Стојковић.
Оно што се издваја из рада Николе Чутурила невезано за наведене албуме је и писање музике за позоришне комаде "Најбољи људи", "Укроћена горопад", "Баш Челик". Никола је такође написао музику за телевизијске серије "Сва та равница" и "Дуг мору". Његове песме красе албуме наших реномираних рок музичара као што су ЈУ Група, Кербер, Дејан Цукић и многи други.

## Дискографија

### Бицикл

#### Студијски албум
- Перјани мост (2023)

#### Сингл
- "Паланачка хроника" / "Дечја песма" (1981)

### Замба

#### Студијски албум
- Ударац ниско (1983)

#### Сингл
- "Зашто идеш са њим" / "Несвесно заљубљен" (1983)

### Рибља чорба

#### Студијски албуми
- Истина (1985)
- Осми нервни слом (1986)
- Ујед за душу (1987)
- Прича о љубави обично угњави (1988)

#### Концертни албуми
- Нема лажи, нема преваре – Уживо, Загреб `85 (1995)
- Од Вардара па до Триглава (1996)
- Концерт за бригадире (2012)

### Аналогна раса

#### Студијски албум
- Аналогна раса (2024)

### Са Арсеном Дедићем и Бором Ђорђевићем
- Арсен & Бора Чорба Анплагд '87 (1987)

### Соло албуми

#### Студијски албуми
- 9 лаких комада (1988)
- Раскршће (1989)
- Реком љубави (1991)
- И. Д. (1997)
- Немир (2006)
- Ту и сад (2012)
- Са радошћу за Колибри, велику и малу децу (2018)
- Приче из депоа (2021)

#### Концертни албуми
- Љути џем (2023)

#### Компилације
- Неко као ја (2014)

#### Сингл
- "Молитва за Магдалену" (1991)
- "Ја сам човек твој" (2015)
- "Циркус стиже" (2016)
- "Добар дан" (2017)
- "Welcome to the show" (2017)